# Unión Deportiva Cruz Santa
La Unión Deportiva Cruz Santa es un club del barrio de la Cruz Santa del municipio de Los Realejos, en el norte de la isla de Tenerife. Actualmente no tiene regional masculino, pero si regional femenino en Primera División Futfem.  

## Historia
La Unión Deportiva Cruz Santa se funda en 1952 a partir de la histórica Juventud Católica. Como curiosidad varios de los primeros integrantes del club eran conocidos por la cría de palomas siendo conocidos en sus inicios como "Equipo de los Palomeros", el equipo comienza compitiendo en 2.ª Regional, tras 6 temporadas se logra el campeonato y de esta forma ascender a 1.ª Regional, que por aquel entonces contaba con un solo grupo a nivel provincial. El equipo logra mantener la categoría y en pocos años se busca dar un salto a la élite de fútbol provincial, así en la temporada 1984/85 se consigue el ascenso a Preferente. El debut en esta categoría fue efímero ya que ese mismo año se descendería tras quedar en la 15.ª posición. De vuelta a 1.ª Regional el equipo queda tercero y consigue en nuevo ascenso, comenzaba así la época dorada del conjunto cruzantero. Trece campañas consecutivas jugaría el Cruz Santa en Preferente, jugando incluso un play off de ascenso a Tercera División tras el subcameponato conseguido en la temporada 1996/97. Lamentablemente no se logró el ascenso por un gol en el tiempo de prolongación del segundo partido. Durante estos años también jugó una final de la Copa Heliodoro Rodríguez López, que perdería en los penaltis con el Real Unión de Tenerife.
En la temporada 2013/14 y con Carlos Alexis González Gutiérrez dirigiéndolo desde el banquillo fue muy superior a sus rivales, consiguiendo el campeonato de Primera Regional lo cual le posibilitó ascender directamente de categoría. Regresaba así a Preferente catorce año después con el objetivo claro de la salvación.  Sin embargo el conjunto realejero se convirtió en la revelación de la temporada sumando sesenta y cinco puntos en los treinta y seis encuentros. Dieciocho triunfos, once empates y tan solo siete derrotas fueron el balance de la campaña que se cerró con cincuenta y cinco goles a favor frente a treinta y ocho en contra, siendo Enmanuel su máximo artillero con catorce dianas. Estos números le sirvieron para terminar en tercera posición, plaza que le permitía disputar las eliminatorias de ascenso a Tercera División. Luego el conjunto realejero disputa la primera eliminatoria de ascenso con el campeón de la categoría Preferente , el C.D. Buzanada. La U.D. Cruz santa derrota a los del sur de la isla permitiendo el pase de eliminatoria. El rival del equipo norteño se encuentra en los llanos de aridane en La Palma , equipo que derrotaba al C.D.San Isidro en la otra eliminatoria . La U.D.Cruz Santa se alza en el campo de los llanos con el ascenso histórico a Tercera División. su estreno en categoría Nacional no sería bueno y descendería a la temporada siguiente a la categoría preferente, en la cual estaría las siguientes temporadas hasta la 2021/22 en la cual consumarian un nuevo descenso a la categoría primera regional atravesando el club una grave situación económica y deportiva que derivó en el abandono del equipo en la categoría para la temporada 2023/24 dejando de competir debido a está grave situación y la pérdida de gran parte de su plantilla. 

### Derbis
La Unión Deportiva Cruz Santa es el segundo representativo por historia del municipio de Los Realejos, por lo que, pese a no haber coincidido en muchas temporadas en la misma categoría, el gran derbi es contra la Unión Deportiva Realejos. La historia de esta rivalidad le viene heredada del Juventud Católica, uno de los clubs que formó el actual UD Cruz Santa y que era el más encarnizado rival de la UD Realejos. Otros partido a destacar son los que ha disputado con los otros grandes representantes futbolísticos del Valle, la Unión Deportiva Orotava, el Club Deportivo Puerto Cruz y el Club Deportivo Vera. Durante estos últimos años se ha creado una gran rivalidad con el At. Perdoma equipo del vecino barrio del mismo nombre y con el que ha coincidido en los últimos campeonatos ligueros.

## Temporadas
| Temporada | División     | Posición    | Copa del Rey |
| --------- | ------------ | ----------- | ------------ |
| 1970/71   | 2.ª Regional | 11°         |              |
| 1971/72   | No Compitió  | No Compitió |              |
| 1972/73   | 2.ª Regional | 9°          |              |
| 1973/74   | No Compitió  | No Compitió |              |
| 1974/75   | No Compitió  | No Compitió |              |
| 1975/76   | No Compitió  | No Compitió |              |
| 1976/77   | 2.ª Regional | 7°          |              |
| 1977/78   | 2.ª Regional | 4°          |              |
| 1978/79   | No Compitió  | No Compitió |              |
| 1979/80   | No Compitió  | No Compitió |              |
| 1980/81   | 2.ª Regional | 1º          |              |
| 1981/82   | 1.ª Regional | 10.º        |              |
| 1982/83   | 1.ª Regional | 9°          |              |
| 1983/84   | 1.ª Regional | 8.º         |              |
| 1984/85   | 1.ª Regional | 3º          |              |
| 1985/86   | Preferente   | 15.º        |              |
| 1986/87   | 1.ª Regional | 3º          |              |
| 1987/88   | Preferente   | 8.º         |              |
| 1988/89   | Preferente   | 12.º        |              |
| 1989/90   | Preferente   | 8.º         |              |
| 1990/91   | Preferente   | 14.º        |              |
| 1991/92   | Preferente   | 5.º         |              |
| 1992/93   | Preferente   | 9.º         |              |
| 1993/94   | Preferente   | 3º          |              |
| 1994/95   | Preferente   | 10.º        |              |
| 1995/96   | Preferente   | 4º          |              |
| 1996/97   | Preferente   | 2.º         |              |
| 1997/98   | Preferente   | 4º          |              |
| 1998/99   | Preferente   | 13.º        |              |
| 1999/00   | Preferente   | 18.º        |              |

| Temporada | División     | Posición | Copa del Rey |
| --------- | ------------ | -------- | ------------ |
| 2000/01   | 1.ª Regional | 7º       |              |
| 2001/02   | 1.ª Regional | 13.º     |              |
| 2002/03   | 1.ª Regional | 9.º      |              |
| 2003/04   | 1.ª Regional | 6.º      |              |
| 2004/05   | 1.ª Regional | 4º       |              |
| 2005/06   | 1.ª Regional | 7.º      |              |
| 2006/07   | 1.ª Regional | 7.º      |              |
| 2007/08   | 1.ª Regional | 4.º      |              |
| 2008/09   | 1.ª Regional | 3.º      |              |
| 2009/10   | 1.ª Regional | 7.º      |              |
| 2010/11   | 1.ª Regional | 8.º      |              |
| 2011/12   | 1.ª Regional | 5.º      |              |
| 2012/13   | 1.ª Regional | 2.º      |              |
| 2013/14   | 1.ª Regional | 1º       |              |
| 2014/15   | Preferente   | 3.º      |              |
| 2015/16   | 3.ª División | 19.º     |              |
| 2016/17   | Preferente   | 4.º      |              |
| 2017/18   | Preferente   | 5.º      |              |
| 2018/19   | Preferente   | 3°       |              |
| 2019/20   | Preferente   | 9°       |              |
| 2020/21   | Preferente   | 7°       |              |
| 2021/22   | Preferente   | 11°      |              |
| 2022/23   | 1.ª Regional | 5°       |              |
| 2023/24   | 1.ª Regional | Abandono |              |

### Datos del club
- Temporadas en Tercera División: 1
- Temporadas en Preferente: 21
- Temporadas en 1ªRegional: 21
- Temporadas en 2ªRegional: 6

### Palmarés
- Subampeón Copa Heliodoro Rodríguez López (1): 1990/91[3]
- Subampeón Preferente Tenerife (1): 1996/97
- Campeón Primera Regional (1): 2013/14
- Campeón Segunda Regional (1): 1980/81

## Estadio
La Unión Deportiva Cruz Santa juega sus encuentros como local en el Estadio La Suerte. Este terreno deportivo tiene la singularidad de levantarse en el barranco que divide a los municipios de Los Realejos y La Orotava, así los vestuarios y la sede del club están en el lado realejero mientras los banquillos y gran parte del terreno de juego se encuentra en el lado orotavense. A día de hoy es junto con el Club Deportivo Mensajero y la Sociedad Deportiva Tenisca el único club canario con campo en propiedad.

## Escudo
En él se puede leer a su alrededor en un pergamino su nombre, Unión Deportiva en horizontal en lo más alto, Cruz Santa en vertical en el lado derecho. Dentro, el escudo se divide en dos colores, azul, en el que aparece una cruz blanca y unos racimos de uvas, por la gran tradición vitivinícola de la comarca. En el lado blanco un balón de fútbol y las letras UDCS.